# 志賀町立志賀中学校
志賀町立志賀中学校（しかちょうりつ しかちゅうがっこう）は、石川県羽咋郡志賀町にある町立中学校。

## 沿革
- 2007年（平成19年）4月1日-志賀町立志賀中学校と志賀町立高浜中学校が合併、新生・志賀町立志賀中学校となった

## 通学区域
志賀中学校の通学区域
- 加茂地区
- 高浜地区
- 堀松地区
- 土田地区
- 上熊野地区
- 志賀浦地区
- 下甘田地区